# Thomas O'Shea (évêque)
Pour les articles homonymes, voir Thomas O'Shea.
Thomas O'Shea (né le 13 mars 1870 à San Francisco en Californie aux États-Unis et décédé le 9 mai 1954) était un prélat de l'Église catholique néo-zélandais. Il fut l'archevêque de l'archidiocèse de Wellington en Nouvelle-Zélande de 1935 jusqu'à sa mort en 1954. Il faisait partie de la Société de Marie.

## Biographie
Thomas O'Shea est né à San Francisco en Californie le 13 mars 1870. Il fut ordonné prêtre le 3 décembre 1893 pour la Société de Marie. Le 9 mai 1913, il fut nommé archevêque coadjuteur de l'archidiocèse de Wellington en Nouvelle-Zélande et reçut la charge titulaire d'archevêque de Gortyne (de). Le 3 janvier 1935, il succéda à l'archevêque Francis Redwood (en) à la suite du décès de celui-ci en tant qu'archevêque de Wellington. Il occupa cette position jusqu'à sa mort le 9 mai 1954.

## Annexe